# أحمد حمد الشيباني
أحمد بن حمد بن سعيد الشيباني القمزي، (1916- 1983 م) عالم مسلم وفقيه ومدرِّس إماراتي. تولَّى مهمة نشر الثقافة والتعليم في إمارة دبي، ، وكان يتمتع بمكانة عالية في مجال التعليم في حِقْبة التأسيس التي كانت تنتشر فيها الأمِّية والفقر، إضافة إلى السيطرة الاستعمارية، وكلها عوامل فرضت الهشاشة والضعف في مجتمعات الخليج العربي. كان الشيخ أحمد في بداية حياته وعلى صِغَر سنِّه جليسَ العلماء والصالحين، ونشِط في ذلك الجوِّ العلمي الثقافي، لأجل نشر العلم والمعرفة.

## مولده
وُلد أحمد بن حمد بن سعيد بن محمد بن يوسف الشيباني القمزي في منطقة الرأس في ديرة بمدينة دبي، عام 1916، لأب كان محباً للعلم وأهله، ونال قسطاً من العلم وأهلهُ ذلك لأن يصلي بالناس إماماً، مما رسخ هذا الجانب في حياة الأبن ليحظى بفرصة أتاحها له والده لينشأ من صغره في كتاتيب البلدة. 
ارتحلت بعض تلك القبائل والجماعات إلى مناطق أخرى استطاعات أن يكون لها مكاناً جديدا، كما هو الحال مع عائلة الشيخ أحمد الشيباني القمزي والتي كانت لديها الإمكانات المادية والبشرية، فكان أن حلت في المنطقة الشرقية الجزيرة العربية، والتي كانت شهرتها في أنها منطلق لسفن التجارة المحملة بالبضائع والمنتجات التي تصدر إلى المواني التجارية كالبصرة وجوادر والسواحل الشرقية من أفريقيا. 
وعندما ارتحلت عائلته كانت لديها الإمكانات المادية التي استثمرتها في تلك التجارة الرائجة في تلك الفترة من تمور وحمضيات ومواد بناء، وغيرها من مستلزمات الحياة التي ساعدت على نماء المنطقة، حيث إن ذلك الشاطئ يبحر منه أكثر من أربعين سفينة، وعندما حلت قبيلته كانت أم والده يطلق عليها الشيبانية. 
ومع منطقة ليوا للشيخ أحمد ذكريات زوده بها والده حمد بن سعيد الشيباني القمزي، حيث يذكر أنهُ كانت لهم أملاك من بساتين النخيل، وبما أن المنطقة تعرضت إلى فترة من فترات شح في المياه بسبب قلة الأمطار مما ألجأ الكثير من ملاكها إلى عدم العناية بها. 
إلا أنه وبعد مجيئ الشيخ زايد بن سلطان أولى تلك المناطق الكثير من الاهتمام، مما أعاد لها مكانتها وعادت واحة غناء. 
وما أن ولد الشيخ أحمد وبلغ من العمر اثنى عشر عاماً إلا والتحق بخالهِ الشيخ يوسف بن عبد الله الشيباني القمزي في دبي، حيث إن والده فارق الحياة، ولحقته أمه آمنة بنت حمد الشيباني القمزي. 
التحق بخاله وتوسم خاله فيه النجابة والذكاء، فالحقه بمن كان أهلاً في تربيته وتعليمه، فكانوا علماء أجلاء نهل على يدهم شتى العلوم العربية والشرعية والاجتماعية. 

## سيرته
شاءت الأقدار أن يأتي الشيخ أحمد الشيباني إلى منطقة الراس في ديرة بدبي بعد أن كان في سلطنة عمان الباطنة - ودام الساحل، ويستقر فيها، وكان عمره اثنتي عشرة سنة وأخذ منذ ذلك الوقت يجد ويجتهد في تحصيل الدروس، وقد درس في مدرسة الفلاح على يد العلامة الشيخ محمد العبسي الأزهري اليماني، ثم انتقل إلى المدرسة الأحمدية عند افتتاحها، وكان يدرس فيها علماء حلقات، أي على شكل حلقات العلم التي كانت تعقد في الزوايا والمساجد، وكان التدريس في بداية ظهور الأحمدية يشبه إلى حد ما الدروس التي تعقد في الأزهر الشريف وفي المسجد النبوي، خاصة أن علماء كباراً وفدوا إلى المدرسة الأحمدية من مصر ومن مكة المكرمة والاحساء، وكانوا يقيمون في الأحمدية مدة ثلاثة إلى أربعة أشهر ويعودون ويأتي غيرهم. وكان في مدرسة الأحمدية دار سكن للطلاب القادمين من خارج دبي، ويوفر لهم الشيخ محمد بن أحمد بن دلموك الطعام والكساء والشراب والمسكن وأدوات التدريس والكتب، وجاء بعد ذلك أهل الزبير وهم من العلماء الكبار الذين تواجدوا في المدرسة الأحمدية في مرحلتها الثانية وهم الذين حولوا التدريس في هذه المدرسة من حلقات العلم إلى تعليم تطوري أو شبه نظامي حيث استحدثوا فيها سنة 1348 هـ دروس الحساب والخط والفقه والجغرافيا والتاريخ، وكذلك العلوم الشرعية واللغة العربية والبلاغة والعروض والمنطق، إلى جانب علم المواريث.
ومن الطلبة الذي درسوا في المدرسة الأحمدية وزاملوا الشيخ أحمد بن حمد، الشيخ راشد بن سعيد آل مكتوم وعدد كبير من رجالات دبي ووجهائها.

## وفاته
توفى الشيخ أحمد بن حمد الشيباني في الأول من صفر عام 1413هـ/ السادس من شهر نوفمبر 1983م، وكان حينها في ساعات دوامه بالمعهد الديني، وهو بين اساتذته وطلابه ليستأذن منصرفاً إلى العيادة القريبة من مقر عمله يشكو من ألم في القلب وليودع الحياة خلال ساعتين.